# Porto Mantovano
Porto Mantovano é uma comuna italiana da região da Lombardia, província de Mântua, com cerca de 13.344 habitantes. Estende-se por uma área de 37 km², tendo uma densidade populacional de 361 hab/km². Faz fronteira com Curtatone, Goito, Mantova, Marmirolo, Rodigo, Roverbella, San Giorgio di Mantova.

## Demografia
| Variação demográfica do município entre 1861 e 2011                               |
|                                                                                   |
| Fonte: Istituto Nazionale di Statistica (ISTAT) - Elaboração gráfica da Wikipedia |